# Breite Straße 1 (Quedlinburg)

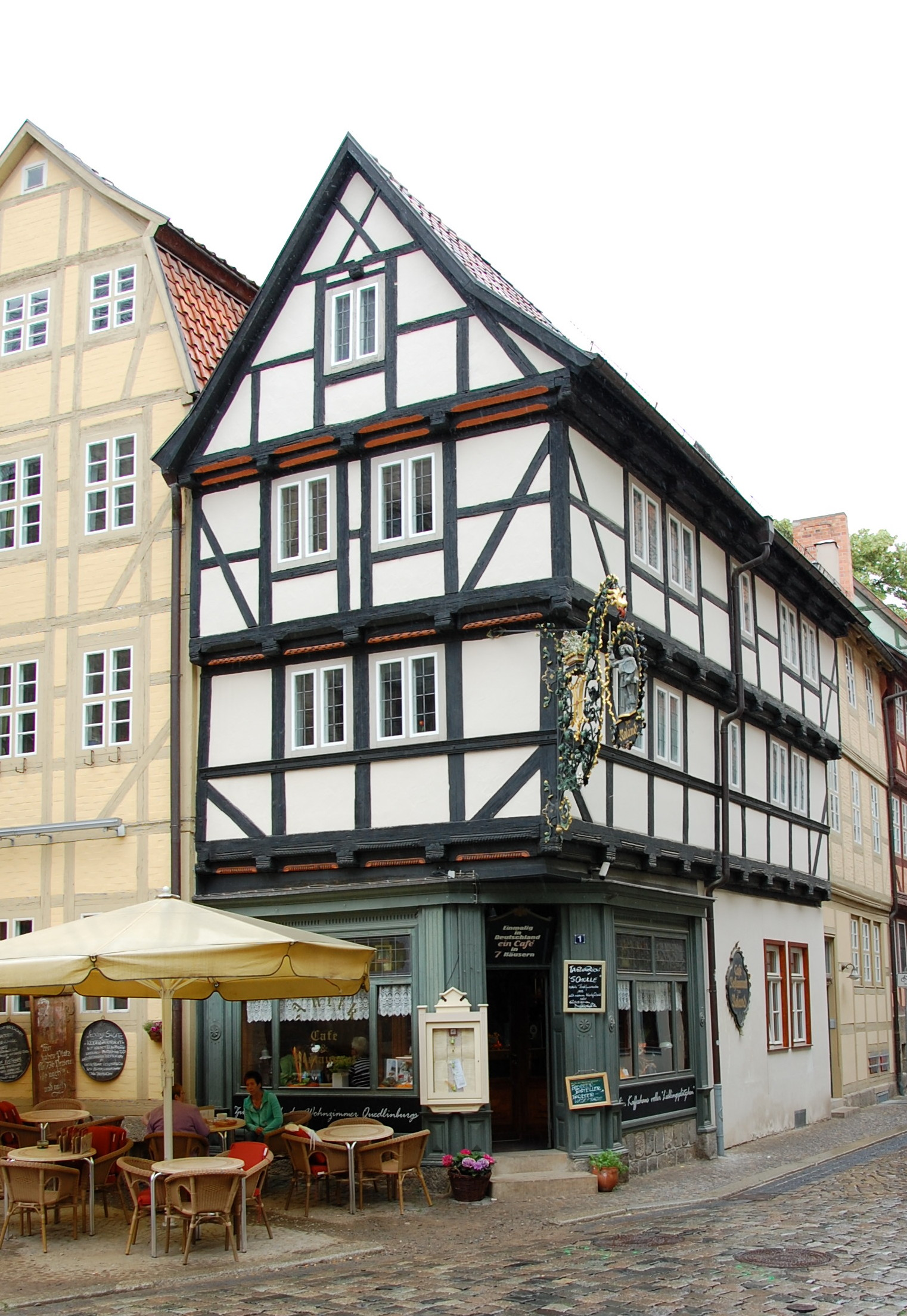
Haus Breite Straße 1

Das Haus Breite Straße 1 ist ein denkmalgeschütztes Gebäude in der Stadt Quedlinburg in Sachsen-Anhalt.

## Lage
Es befindet sich nordöstlich des Marktplatzes der Stadt, nördlich der Einmündung der Straßen Hoken auf die Breite Straße und gehört zum UNESCO-Weltkulturerbe. Im Quedlinburger Denkmalverzeichnis ist es als Wohnhaus eingetragen.

## Architektur und Geschichte
Das dreigeschossige Fachwerkhaus ist traufständig zur Breiten Straße ausgerichtet. Ein markanter schmaler Giebel ist nach Süden ausgerichtet und für die platzartige Erweiterung nordöstlich des Quedlinburger Rathauses prägend. Das Erdgeschoss und das erste Obergeschoss stammen aus der Zeit um 1600. Der Ladeneinbau im Erdgeschoss erfolgte später im Stil des Historismus.
Bis Anfang des 21. Jahrhunderts trug das Haus die Bezeichnung Breite Straße 4 und erhielt dann im Zuge einer Umnummerierung die Nummer 1. Im Erdgeschoss besteht das Café Roland (Stand 2013).